# 名司会者・寿鶴子 殺人スピーチ
『名司会者・寿鶴子 殺人スピーチ』（めいしかいしゃ・ことぶきつるこ さつじんスピーチ）は、2005年から2008年までフジテレビ系で放送されたテレビドラマシリーズ。全4回。主演は泉ピン子。
放送枠は「金曜エンタテイメント」（第1作 - 第2作）、「金曜プレステージ」（第3作 - 第4作）。

## キャスト

### ブライダル会社「華」
寿鶴子
演 - 泉ピン子
ウエディングプランナー。結婚式の司会者も兼ねる。骨董品店「寿弁天堂」の娘。
松竹華子
演 - 岡本麗
社長。鶴子の親友。娘は楓。
北村徳馬
演 - 蟹江一平
カメラマン。
浅井薫
演 - 広澤草（第1作 - 第3作）
社員。
野坂多佳子
演 - 杉村暁
パートのおばさん。

### 亀山葬儀社
亀山（旧姓寿）亀子
演 - 柴田理恵
鶴子の妹。大輔とは内縁関係だったが第1作で結婚式を挙げる。
亀山大輔
演 - 乃木涼介
亀子の夫。亀子とは再婚。
亀山竜
演 - 麻生幸佑
大輔と前妻の息子。

### その他
古河鼓太郎
演 - 北村総一朗
骨董品店「寿弁天堂」の番頭。
河辺健之助
演 - 田中健
警視庁港西警察署の刑事。鶴子の昔の恋人。
近藤
演 - 古川康
刑事。
山科
演 - 関貴昭（第3作・第4作）
警視庁港西警察署の刑事。健之助の部下。
河辺美鈴
演 - 寉岡萌希
健之助の娘。中学生。楓のクラスメイト。
松竹楓
演 - 志保（第2作 - 第4作）
華子の娘。

### ゲスト
第1作（2005年）
- 鈴木雪江（香苗の母） - 増子倭文江
- 畑中真弓（大会社の重役の娘） - 増田未亜
- 石橋志保（真弓の友人） - 春木みさよ
- 留美子（冒頭の新婦） - 清水ひとみ
- 春日正敏（真弓の結婚相手） - 萬雅之
- 島川尚美（真弓の友人） - 竹内彩恵
- 神崎紀子（真弓の友人） - 七森美江
- 信二（冒頭の新郎） - 金剛地武志
- 矢沢千明（冒頭の新婦の友人） - 野口かおる
- 鈴木香苗（10年前自殺） - 仲島らん
- 安斎泰三（陶芸家） - 小野寺昭
- 重松収、田浦リオ

第2作（2006年）
- 目黒美佐子（昭夫の母） - 朝加真由美
- 森岡博美（フラワーデザイナー） - 国分佐智子
- 目黒昭夫（博美の婚約者） - 伊東孝明
- 工藤敬輔（鑑定士・骨董品ブローカー） - 剛たつひと
- 相田雅之（博美に付きまとうストーカー） - 根本博成
- 金沢辰夫（土産物屋） - 佐戸井けん太
- 森岡聡史（博美の父・元刑事） - 平泉成
- 新郎の父（会社社長） - 石井愃一
- 新婦の父（孫請会社の社長） - 市川勇
- 佐原の披露宴の二次会出席者（美佐子の旧友） - 大河内浩、青空球児、青木和代
- 佐々木一哲、ジジ・ぶぅ、杉崎真宏、青木夕夏

第3作（2007年）
- 徳丸妙子（善三の妻） - 中原ひとみ
- 麻生靖男（善三の秘書） - 金山一彦
- 村越敦子（善三の愛人） - 小松みゆき
- 原田正和（営業部長兼取締役） - 河西健司
- 徳丸あおい（真一郎と玲子の娘） - 大谷允保
- 徳丸真二（善三の次男） - 飯田基祐
- 徳丸真一郎（善三の長男） - 中根徹
- 徳丸玲子（真一郎の妻） - 大塚良重
- 柳沢実（あおいの婚約者） - 平野貴大
- 徳丸善三（スーパーチェーン店「スーパー徳丸」社長） - 戸沢佑介
- 徳丸直美（真二の妻） - 松本圭未
- 吉村（原田の手下） - 賀川黒之助
- 村越拓也（敦子の息子） - 伊澤柾樹
- 安田理沙子（冒頭の新婦） - 立川絵理
- 岩村昭夫（冒頭の新郎） - 原田文明
- 佐藤正宏、上杉二美、小林きな子

第4作（2008年）
- 相馬弥生（柏原製作所 事務員・洋介の婚約者） - 笛木優子
- 若林智彦（アルバイト） - 金子昇
- 柏原洋介（柏原製作所の跡取り） - 鈴木浩介
- 若林勇（若林興産 専務・智彦の兄） - 大鶴義丹
- 相馬定夫（弥生の父） - 宇納佑
- 若林一夫（若林興産 社長） - 鶴田忍
- 若林頼子（一夫の妻） - 赤座美代子
- 山崎彩子（繁則の妻） - 山﨑千惠子
- 山崎繁則（若林興産 常務） - 菅原大吉
- 相馬峰子（弥生の母） - 一柳みる
- 吉本浩二（ジャーナリスト） - 米山善吉
- 藤堂正一（若林興産 副社長） - 早坂直家
- 芋洗坂係長、天現寺竜、たなべ勝也、松岡依都美、九太朗、平林弘太朗

## スタッフ
- 脚本 - 深沢正樹
- 監督 - 中山史郎
- アクション指導 - 大道寺俊典
- 技術協力 - フォーチュン
- 美術協力 - テレビ朝日クリエイト
- 編集・MA - ザ・チューブ
- フジテレビ編成企画  - 荒井昭博（第1作）、保原賢一郎（第1作 - 第2作・第4作）、和田行（第2作 - 第3作）、熊谷剛（第3作）、現王園佳正（第4作）、
- プロデューサー - 照喜名隆（ザ・ワークス）、角田正子（ザ・ワークス）
- 制作 - フジテレビ、ザ・ワークス

## 放送日程
| 話数 | 放送日        | サブタイトル | 脚本     | 監督     |
| ---- | ------------- | --- | -------- | -------- |
| 1    | 2005年6月24日 | 華やかな披露宴会場に倒れた血染めの花嫁！ 10年前の女子高生転落死と連続殺人事件の関係とは!? 泉ピン子が情に厚いウエディングプランナーに扮し、謎の解明に挑む…。 | 深沢正樹 | 中山史郎 |
| 2    | 2006年4月14日 | 花嫁に忍び寄るストーカーそして父が殺された！ 14年前の殺人事件に翻弄された運命の恋人達に捧げる涙の結婚式                                                     | 深沢正樹 | 中山史郎 |
| 3    | 2007年4月13日 | 大手スーパー創業者が毒殺遺産を巡る骨肉の争い 花嫁衣裳に秘めた過去 幸せ請負人の名推理                                                                        | 深沢正樹 | 中山史郎 |
| 4    | 2008年7月25日 | | 深沢正樹 | 中山史郎 |